# Alstertor

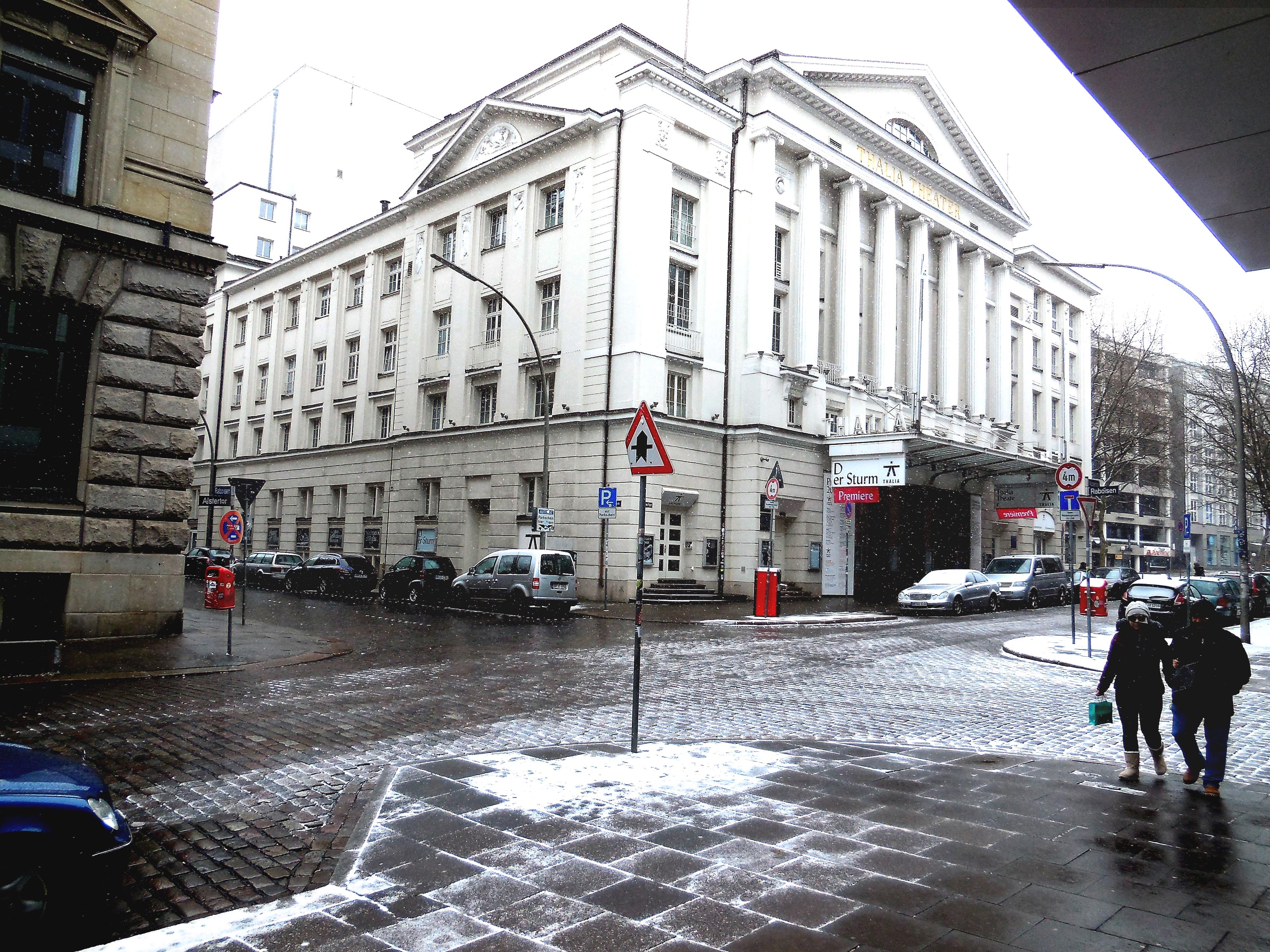
Fassade des Thalia-Theaters am Alstertor

Die Straße Alstertor (früher „Alsterthor“) in der Hamburger Altstadt erinnert an ein früher hier gelegenes Stadttor. Sie verläuft vom östlichen Ufer der Binnenalster bzw. dem Ballindamm etwa 200 Meter südöstlich bis zur Rosenstraße und dem Gerhart-Hauptmann-Platz (vormals Pferdemarkt). Sie ist eine Geschäftsstraße mit Auto- und Fußgängerverkehr und trägt den amtlichen Straßenschlüssel A116.
Zwischen der Rosenstraße und der kreuzenden Straße Raboisen befindet sich auf der östlichen Seite das Thalia-Theater, dem gegenüberliegend das Kontorhaus Thaliahof; an der Kreuzung Alstertor mit dem Straßenzug Ferdinandstraße/Hermannstraße sind an den Eckpunkten die Kontorhäuser des Bankhauses M.M. Warburg & Co.,  Merck Finck & Co, der Credit Suisse, der Kanzlei Hogan Lovells sowie das 1900 erbaute fünfstöckige „Haus Alsterthor“. An die beiden letztgenannten Gebäude schließen sich bis zum Ballindamm hin jeweils modernere Geschäftsbauten mit fünf bis sieben Stockwerken an.
Zwischen dem nördlichen Ende der Straße Alsterthor und dem Ufer der Binnenalster befand sich von 1618 bis 1842 das Werk- und Zuchthaus mit der „Zuchthausstraße“, dem nachmaligen Alsterdamm bzw. späteren Ballindamm.

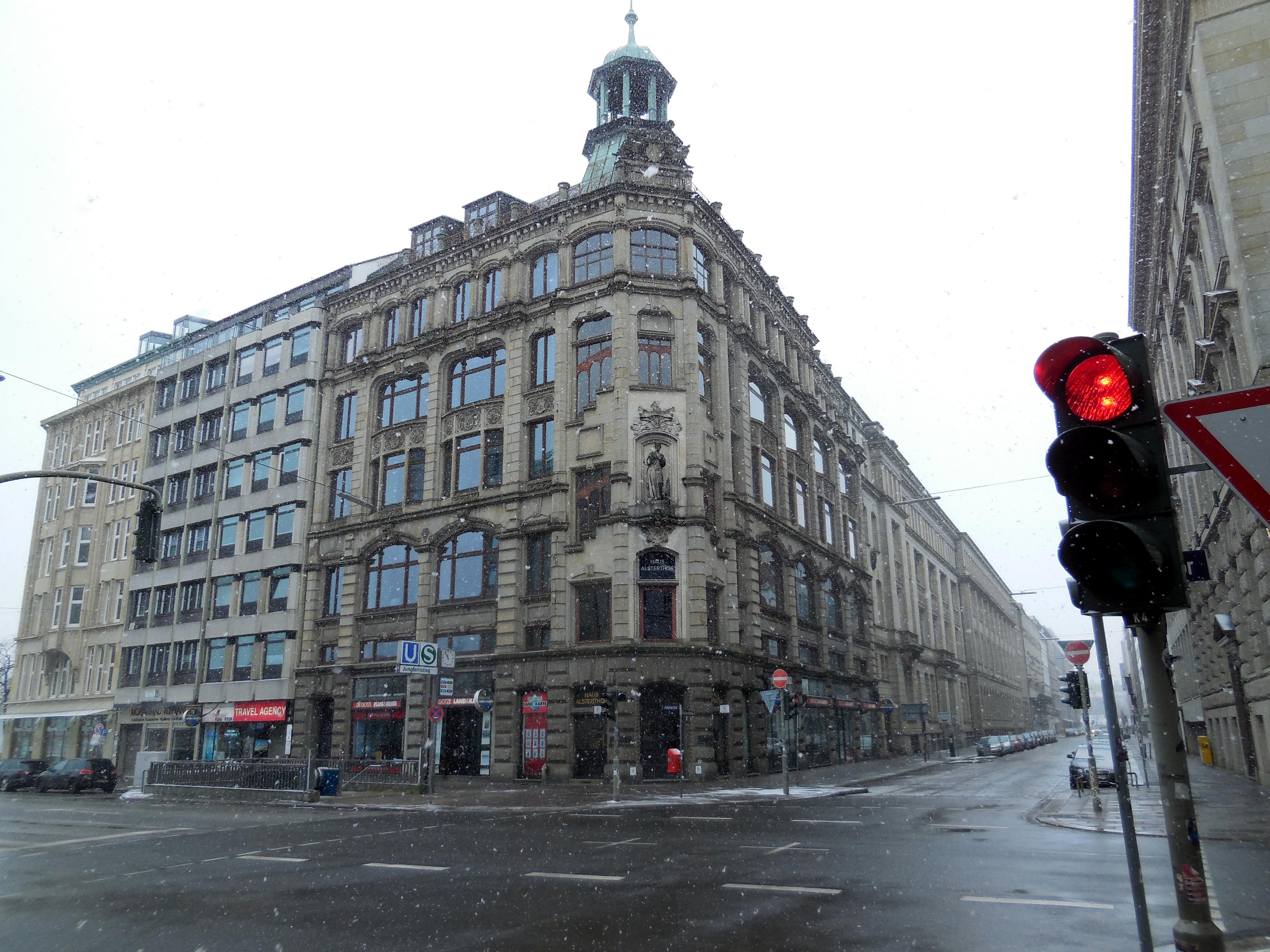
Das „Haus Alsterthor“ an der Kreuzung Alstertor / Ferdinandstraße
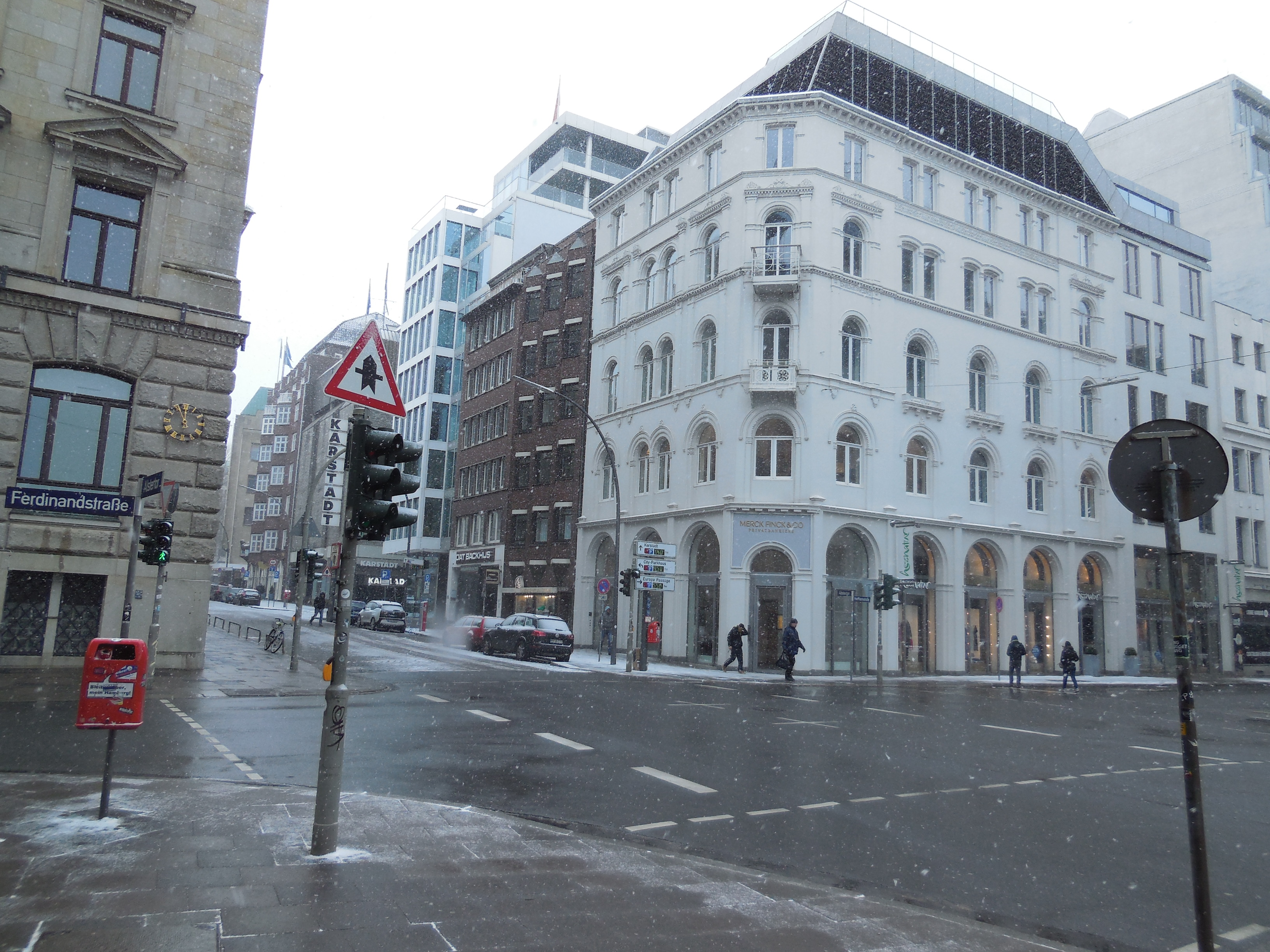
Das Bankhaus Merck Finck & Co an der Ecke Alstertor / Hermannstraße
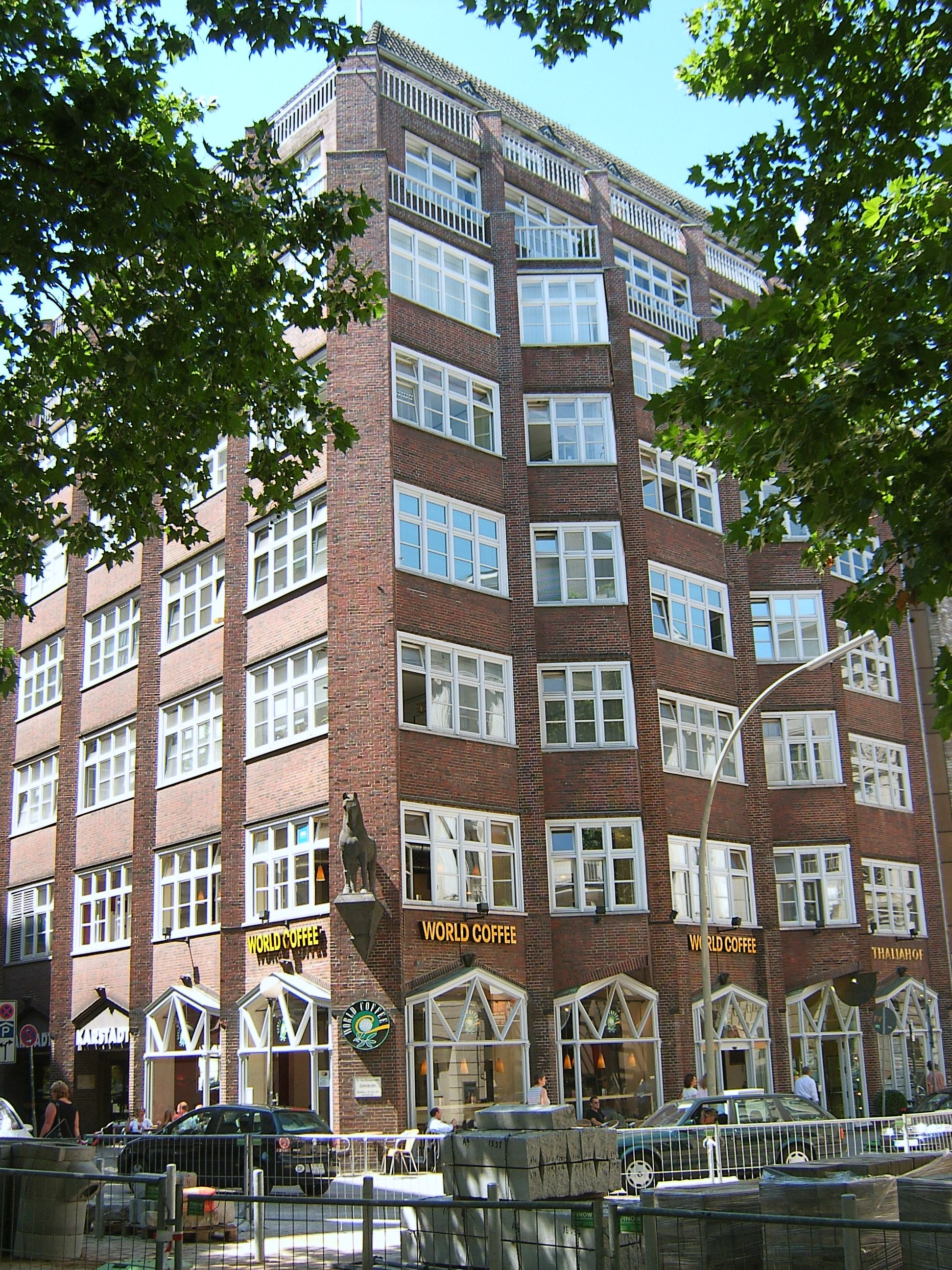
Kontorhaus Thaliahof
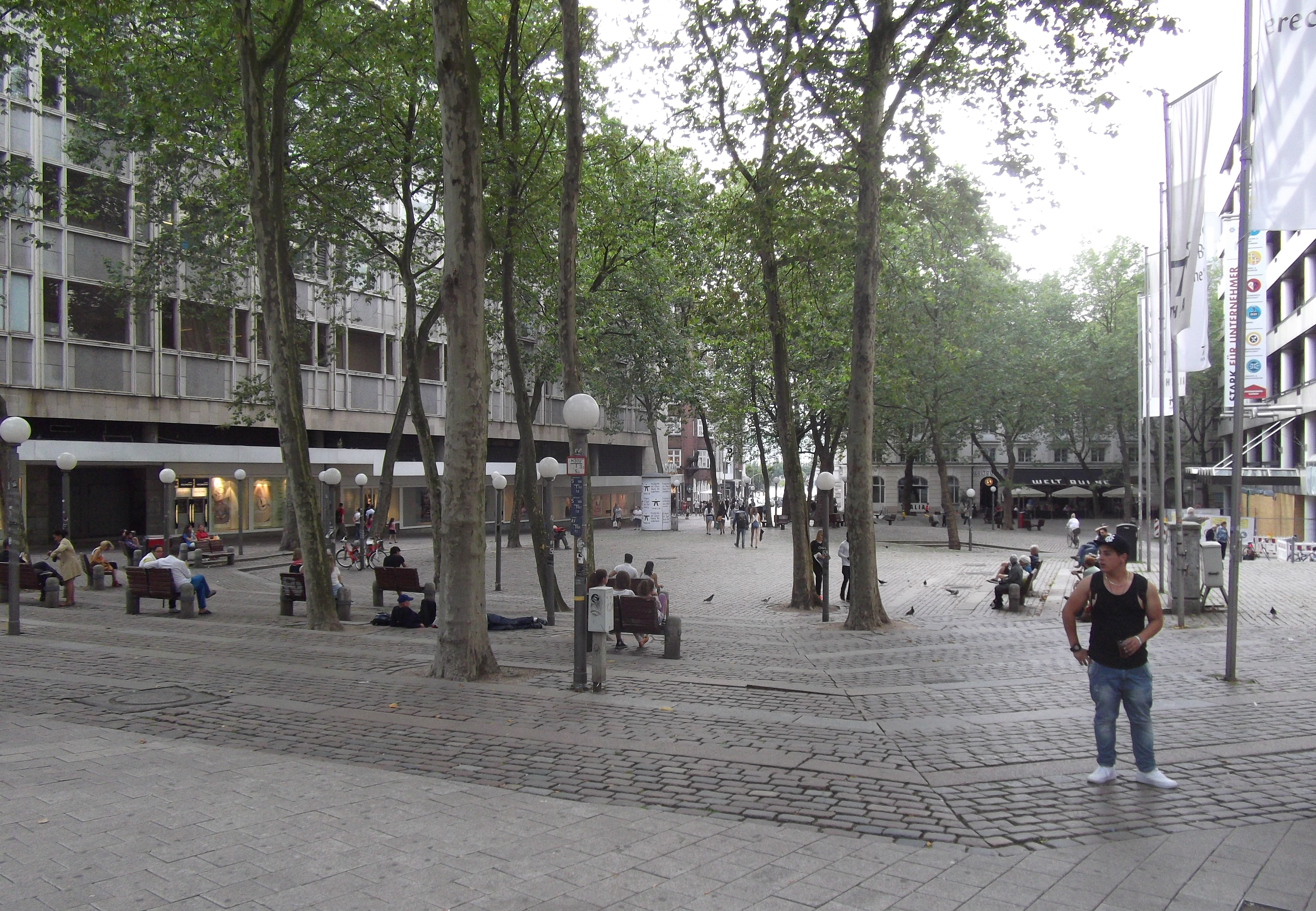
Gerhart-Hauptmann-Platz, Blickrichtung zum Alstertor
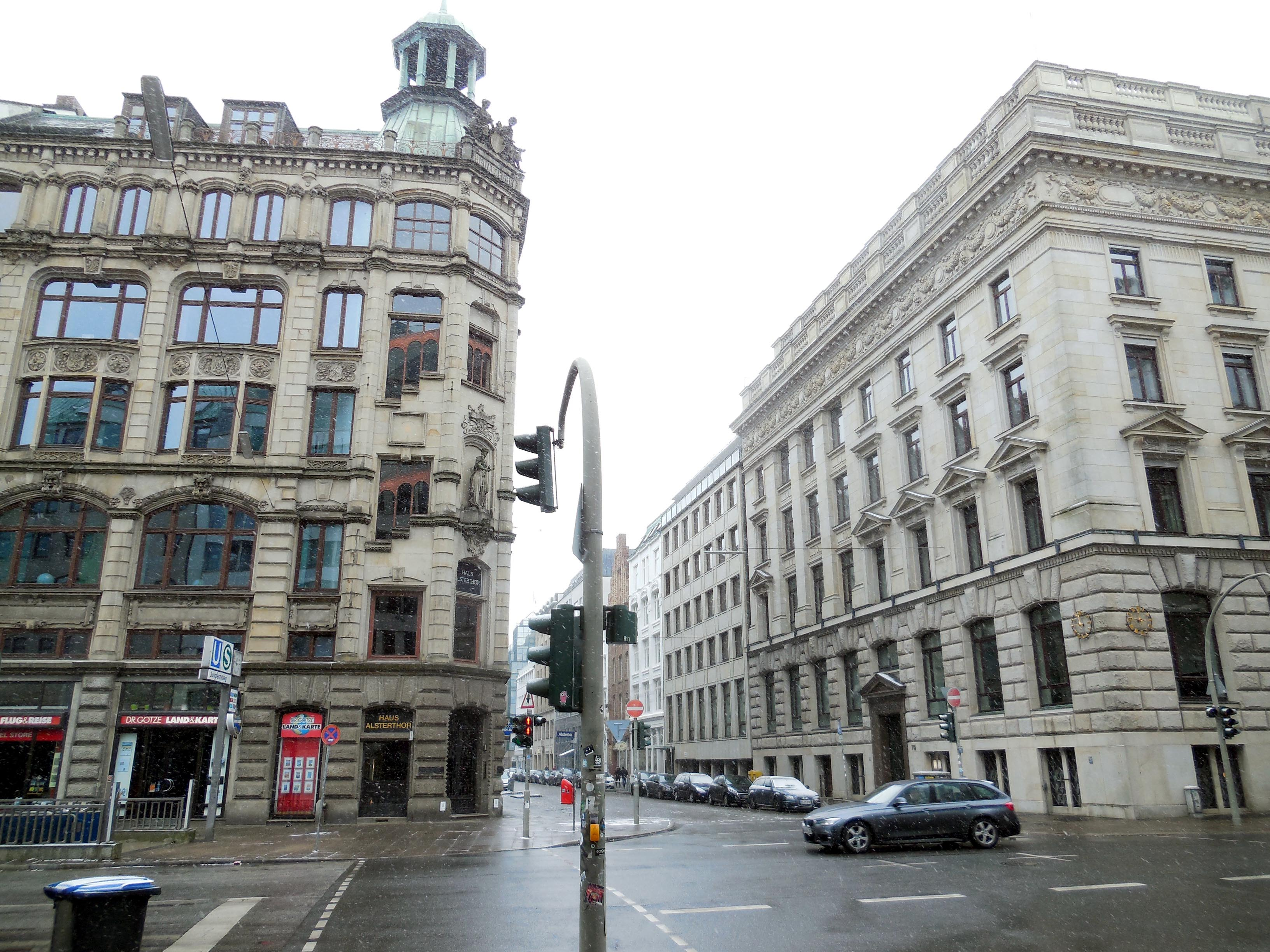
Haus Alsterthor und Bankhaus M. M. Warburg & CO an der Ecke Alstertor / Ferdinandstraße